# Ryan Lee
Ryan Scott Lee (Austin, 4 de outubro de 1996) é um ator estadunidense. Ele é mais conhecido por interpretar Cary no filme Super 8, e por sua participação no videoclipe Titanium, de David Guetta e Sia.

## Filmografia

### Filme
| Ano  | Título                                            | Papel       |
| ---- | ------------------------------------------------- | ----------- |
| 2008 | Deadland Dreaming                                 |             |
| 2008 | Kings of the Evening                              | Beggar      |
| 2008 | A Birthday Story                                  | Ralph       |
| 2008 | Color by Number                                   | Adam        |
| 2009 | Shorts                                            |             |
| 2010 | Titans                                            | Volodia     |
| 2011 | The Legend of Hell's Gate: An American Conspiracy | Jeral Floyd |
| 2011 | Super 8                                           | Cary        |
| 2012 | This Is 40                                        | Joseph      |
| 2014 | A Merry Friggin' Christmas                        | Rance       |
| 2014 | Grass Stains                                      |             |
| 2015 | Goosebumps                                        | Champ       |
| 2017 | Speech & Debate                                   |             |

## Televisão

### Série
| Ano  | Título      | Papel  | Notas          |
| ---- | ----------- | ------ | -------------- |
| 2013 | Trophy Wife | Warren | Elenco regular |

#### Participação
| Ano  | Título                         | Papel           | Notas |
| ---- | ------------------------------ | --------------- | ----- |
| 2006 | Friday Night Lights            | Jake Dunn       |       |
| 2009 | Breaking Bad                   | Neighbor's kid  |       |
| 2010 | My Generation                  | Vincent Barbuso |       |
| 2011 | Make A Wish                    | Braden Anderson |       |
| 2012 | Community                      | Joshua          |       |
| 2012 | Good Luck Charlie              | Logan           |       |
| 2012 | R.L. Stine's The Haunting Hour | Shawn           |       |
| 2013 | Workaholics                    | Shame           |       |

## Videoclipe
| Ano  | Título                  | Papel | Notas |
| ---- | ----------------------- | ----- | ----- |
| 2011 | David Guetta - Titanium |       |       |